# Deckenspiegel

Links Deckenspiegel, rechts Grundriss

Als Deckenspiegel oder Deckenspiegelplan bezeichnet man in Architektur und Bauwesen eine abstrahierte, zeichnerische, zweidimensionale Abbildung einer Decke in einem Raum.
Der Deckenspiegel zeigt die Ansicht eines Raumes, die man hätte, wenn man von oben durch die Decke in einen Spiegel schauen würde, der unter der Decke angebracht ist und in dem sich die Decke spiegelt. Im Gegensatz zur Zeichnung der direkten Ansicht der Decke von unten passt die Ausrichtung der Darstellung in diesem Fall zur Grundrisszeichnung des Raumes.
Die von unten sichtbaren Elemente werden durch Volllinien dargestellt, verdeckt darüberliegende werden gestrichelt gezeichnet. In Ausführungsplänen der Architekten wird diese Art der Bauzeichnung erstellt, um die Gliederung, Gestaltung sowie an der Decke angebrachte Bauteile (zum Beispiel die Beleuchtung) von komplexen Decken darzustellen.
Bauingenieure erstellen üblicherweise Schal- und Bewehrungspläne für Geschossdecken als Deckenspiegel dargestellt, da so die Auflager der Geschossdecke mit dargestellt sind – nämlich die darunterliegenden Wände und Stützen.
In einem zweiten Sinne wird das Wort verwendet, um den mittleren, ebenen Bereich einer ansonsten reliefartig mit Stuckornamenten dekorierten oder an den Rändern gekehlten Decke zu bezeichnen. Siehe Spiegel (Architektur)